# El Azizia (Médéa)
El Azizia (em árabe: العزيزية) é uma comuna localizada na província de Médéa, Argélia. De acordo com o censo de 2008, a população total da cidade era de 8 432 habitantes.